# Philipp Vollkommer
Philipp Vollkommer (* 7. März 1928 in Memmelsdorf; † 24. Oktober 2017 ebenda) war ein deutscher Politiker (CSU).

## Karriere
Philipp Vollkommer besuchte die Kaufmännische Höhere Handelsschule und machte eine Lehre als Textil- und Lebensmittelkaufmann mit Gehilfenprüfung. 1949 begann er als selbständiger Einzelhandelskaufmann.
Vollkommer war seit 1949 bzw. 1950 Mitglied der CSU. 1968 bis 1998 war er Vorsitzender des CSU-Kreisverbandes Bamberg-Land. Von 1956 bis 1972 war er Mitglied des Gemeinderates in Memmelsdorf, von 1966 bis 1972 sowie von 1990 bis 2002 Mitglied des Kreistages im Landkreis Bamberg. 1970 wurde er als Vertreter des Stimmkreises Bamberg-Land in den Bayerischen Landtag gewählt, dem er vom 3. Dezember 1970 bis zum 27. September 1998 angehörte. 
Vollkommer gehörte verschiedenen Ausschüssen an, von 1974 bis 1998 war er Mitglied im Ausschuss für Staatshaushalt und Finanzfragen. Von 1978 bis 1998 war er Mitglied des Ältestenrats bzw. des Präsidiums des Landtages. Er gehörte von 1990 bis 1998 auch dem Rundfunkrat an.

## Ehrungen
Vollkommer ist Ehrenbürger von Memmelsdorf. Er erhielt den Bayerischen Verdienstorden und das Bundesverdienstkreuz 1. Klasse. Die Otto-Friedrich-Universität Bamberg ehrte ihn mit ihrer Verdienstmedaille »bene merenti« in Gold. Er war Ehrenvorsitzender des CSU-Kreisverbandes Bamberg-Land.